# Lagerkoller
Unter Lagerkoller einzelner oder mehrerer Personen versteht man umgangssprachlich einen vorübergehenden psychischen Erregungszustand bei zwangsweiser Lagerunterbringung, wie er vor allem in Gefängnissen (wie Konzentrationslagern), Kasernen, Kriegsgefangenenlagern, Deportierungslagern, Flüchtlingslagern, Psychiatrien, Notunterkünften und Katastrophenschutzlagern bei anhaltend belastenden und unabsehbar lange andauernden Bedingungen vorkommt.

## Beschreibung
Koller (mittelhochdeutsch kolre, althochdeutsch kolero = „Wut“ von mittellateinisch cholera = „Zornausbruch“, vgl. auch Choleriker) ist eine volkstümliche Eindeutschung und bezeichnet eine plötzlich aufbrechende oder stille Wut, eine schwere psychische Erregung oder psychische Störungen, die sich aus einer Umgebung oder Situation ableiten lassen. Er äußert sich bei einzelnen Personen in Angst, Wut, Verzweiflung, Überaktivität sowie depressiven Zuständen.
Ursachen sind oft mangelnde psychosoziale Betreuung, schlechte Verpflegung, Seuchenausbrüche, Überfüllung des Lagers, Stress, Schlafmangel und Ähnliches. Durch Bekämpfung dieser Ursachen wie das Schaffen von privaten Rückzugsgebieten sowie das Eingehen auf individuelle Eigenschaften lässt sich Lagerkoller oft in einem Frühstadium eingrenzen bzw. abschwächen.

## Alltagssprache
Der Begriff „Lagerkoller“ findet auch in der Alltagssprache verbreiteten Gebrauch, wenn die beeinträchtigte gute Befindlichkeit und ein darauf zurückzuführendes „Ausrasten“ eines Teilnehmers etwa eines Ferienlagers oder Trainingslagers beschrieben werden soll. So finden etwa in der Weltraumforschung wie zum Beispiel bei dem Projekt Mars-500 medizinisch begleitete Untersuchungen statt. Auch bei zeitlich begrenzten Maßnahmen wie etwa einer Quarantäne wird davon gesprochen, dass für die Betroffenen Lagerkoller auftreten kann.